# Gonepteryx mahaguru
Gonepteryx mahaguru é uma borboleta de tamanho médio da família Pieridae, isto é, as amarelas e brancas. Ela é nativa de Caxemira, Uttarakhand, China, Coreia e Japão.